# Специальная психология
Специа́льная психоло́гия (также коррекцио́нная психоло́гия) — область психологии развития, изучающая особые состояния, возникающие преимущественно в детском и подростковом возрасте под влиянием различных групп факторов (органической или функциональной природы), проявляющихся в замедлении или выраженном своеобразии психосоциального развития ребёнка, затрудняющих его социально-психологическую адаптацию, включение в образовательное пространство и дальнейшее профессиональное самоопределение. По Е. Л. Гончаровой, специальная психология — это «область психологии развития, которая изучает проблемы развития людей с физическими и психическими недостатками, определяющими потребность детей в особых условиях обучения и воспитания и потребность взрослых — в особых формах психологического сопровождения».
Название «Коррекционная психология» зафиксировано в перечне научных специальностей ВАК РФ. Код 19.00.10.

## Описание
Становление специальной психологии изначально происходило в рамках дефектологии как прикладной дисциплины, которая обеспечивала оптимальное решение задач коррекционного педагогического процесса, а также методы диагностики, определяющие особенности психического развития ребёнка, его потребности в обходных путях обучения.
Исторически первыми возникли такие направления специальной психологии, как психология слепых (тифлопсихология), глухих (сурдопсихология), психология умственно отсталых (олигофренопсихология) людей. За свою почти столетнюю историю специальная психология значительно расширила область своих исследований и практического применения. Теперь она обращена и к детям с задержкой психического развития, с нарушениями речи, с ранним детским аутизмом, к детям с двигательными нарушениями, со сложной структурой дефекта и др.
Специальная психология изучает различные варианты патологии психического развития, проблемы искажения психического развития при врождённых физических заболеваниях и дефектах.
Так, например, выявлено, что первичный дефект (например, глухота) вызывает многочисленные вторичные изменения — изменения психического развития (вторичный дефект), перестройку жизненной позиции, системы взаимоотношений с окружающими, мышления, восприятия и пр. (третичные отклонения).
На базе данных специальной психологии строится система обучения и воспитания людей с аномалиями психического развития, профессиональная консультация и профессиональный отбор.
Основной задачей специальной психологии является формирование адекватной личности в условиях применения специальных методов и приёмов воспитания и обучения, за счёт которых происходит замещение и перестройка нарушенных функций.

## Объект и предмет специальной психологии

### Объект
Объект специальной психологии как науки — это человек с нарушениями в развитии, то есть существующий в депривации (недостаточности).

### Предмет
Предмет специальной психологии — различные формы и стороны развития психики в неблагоприятных условиях.

## Задачи специальной психологии
Структурирование науки:
- Установление границ компетентности
- Определение объекта изучения
- Уточнение системы понятий
- Дифференциация от других наук
- Интеграция с другими науками
- Перспективные проблемы.

 Предметная область:
- Нарушения развития и закономерности их проявления:
  - Исследования психологических механизмов нарушений развития в связи с деятельностью мозга
  - Установление закономерностей проявления позитивных и негативных атипий развития
  - Классификация нарушений психического развития
  - Разработка методов выявления нарушений психического развития и определение их структуры
- Закономерности освоения социокультурного опыта:
  - Исследование особенностей освоения социокультурного опыта
  - Разработка методов оценки овладения социокультурным опытом
- Система помощи лицам разных возрастных категорий с атипиями развития:
  - Научное обоснование содержания обучающих программ
  - Научное обоснование и разработка методов социализации
- Общественные установки по отношению к людям с атипиями развития и разработка системы воздействия на эти установки:
  - Научное обоснование и разработка методов, способствующих социальному принятию лиц с атипиями развития
  - Нахождение путей формирования общественного сознания по отношению к людям с атипией развития.

 Практико-ориентированные задачи:
- Разработка технологий психологической помощи детям с отклонениями в развитии и их семьям
- Обоснование и разработка психологических и социальных мер, позитивно влияющих на качество жизни людей с атипиями развития
- Разработка технологий формирования общественного мнения по отношению к людям с атипией развития
- Профессиональная подготовка специальных психологов
- Повышение психологической компетентности населения и профессионалов разного уровня.

 Организационные задачи:
- Определение стратегии, направления и путей организации системы помощи людям с атипией развития в современном обществе
- Разработка стратегии и тактики взаимодействия параллельных служб.

## Разделы специальной психологии
1. тифлопсихология — психология лиц с нарушением зрения;
2. сурдопсихология — психология лиц с нарушением слуха;
тифлосурдопсихология — раздел, занимающийся лицами с нарушениями и зрения, и слуха;
3. олигофренопсихология — психология умственно отсталых;
4. логопсихология — психология лиц с речевыми расстройствами;
5. психология лиц с недостатками эмоционально-волевой сферы (в основном, ранний детский аутизм);
6. психология лиц с недостатками опорно-двигательного аппарата (в основном, детский церебральный паралич);
7. психология лиц с задержкой психического развития;
8. психология лиц со сложным дефектом.

Специальная психология, как и специальная педагогика, входит в состав дефектологии — комплексной научной дисциплины, изучающей особенности развития детей с физическими и психическими недостатками и закономерности их воспитания и обучения.

## Методы специальной психологии
В специальной психологии отсутствуют какие-либо особые, специальные методы исследования. В ней, как и в общей, детской и педагогической психологии, применяются:
1. Индивидуальный и групповой лабораторный психологический эксперимент — это активное вмешательство исследователя в деятельность испытуемого с целью создания условий, которые выявляют какой-либо психологический факт.
2. Наблюдение — целенаправленное восприятие объекта изучения, заключающееся в фиксации проявления поведения и получения суждений о субъективных психических явлениях (например, следящая диагностика).
3. Изучение продуктов деятельности (например, анализ письменных работ детей, изучение их рисунков, предметов, производимых ими в процессе трудового обучения, и др.).
4. Анкетирование — группа психодиагностических методик, где задания представлены в виде вопросов или утверждений и предназначены для получения данных со слов обследуемого.
5. Проективные методики (предназначены для диагностики личности):
  - Методики структурирования — формирование стимулов, придание им некоторого смысла.
  - Методики конструирования — создание из деталей осмысленного целого.
  - Методики интерпретации — это истолковывание каких-либо событий, ситуаций.
  - Методики дополнения — например: незаконченное предложение.
  - Методики экспрессии — рисование.
  - Методики катарсиса — игровая деятельность в особо организованных условиях.
  - Методики импрессии — предпочтение одних стимулов другим.
6. Обучающий эксперимент — форма естественного эксперимента, который характеризуется тем, что изучение тех или иных психических процессов происходит при их целенаправленном формировании. При этом с помощью данного метода выявляется не столько наличное состояние знаний, умений, навыков, сколько особенности их становления.
7. Условно-рефлекторные методики
8. Анализ функциональных связей в поведении является аналогом естественно-научного эксперимента, в котором исследуются систематические взаимосвязи между зависимыми переменными (в данном случае — поведением, которое требует объяснения и описано в измеримой форме) и независимыми переменными. Основанная на этом методе технология прикладного анализа поведения сочетает в себе возможности исследовательского метода и коррекционного вмешательства[4].

Каждая из методик применяется в определённых целях и с учётом индивидуальных особенностей объекта изучения.